# 1.000.000.000.000.000.000.000.000.000.000
1.000.000.000.000.000.000.000.000.000.000 (en kvintillion) er:
- Det naturlige tal efter 999.999.999.999.999.999.999.999.999.999, derefter følger 1.000.000.000.000.000.000.000.000.000.001.
- Et heltal.
- Et lige tal.
- Det samme som den videnskabelige notation 1030.

I amerikansk terminologi er en kvintillion en million million millioner, som på dansk kaldes en trillion. Se også Den lange og den korte skala for store tal.